# J. G. Fox
John Gaston Fox (5 de marzo de 1916 - 24 de julio de 1980) fue un físico nuclear nacido en Canadá y naturalizado estadounidense. Obtuvo su doctorado en Princeton en 1941, y al poco tiempo se incorporó al Proyecto Manhattan. Más adelante se mudó a Pittsburgh, donde pasó el resto de su carrera como profesor de física en la Universidad Carnegie Mellon. Es conocido por su trabajo en la década de 1960, aplicando los resultados del teorema de extinción al cuerpo de evidencia experimental entonces vigente relacionado tanto con la relatividad especial como con la teoría de la emisión.

## Semblanza
Jack Fox, como siempre se le conoció, nació en Biggar, Saskatchewan (Canadá). Se mudó con su madre a Victoria a los 13 años y dejó la escuela secundaria dos años antes para asistir al Victoria College (Columbia Británica). Se graduó en física en la Universidad de Saskatchewan y se doctoró en Princeton. Trabajó brevemente en la industria antes de incorporarse al Proyecto Manhattan en Los Álamos durante la Segunda Guerra Mundial. En 1947 se casó con Constance Sullivan de Victoria; se mudaron a Pittsburgh, Pensilvania, donde comenzó a trabajar como docente en la Instituto de Tecnología Carnegie (posteriormente Universidad Carnegie Mellon). Ambos se convirtieron en ciudadanos estadounidenses en 1955 y criaron a tres hijos en el barrio de Oakmont (Pensilvania). Fox murió en Pittsburgh en 1980.

## La relatividad especial y el teorema de extinción
El segundo postulado de la teoría de la relatividad especial de Einstein establece que la velocidad de la luz es invariante, independientemente de la velocidad de la fuente de la que emana. El teorema de extinción (esencialmente) establece que la luz que pasa a través de un medio transparente es simultáneamente extinguida y reemitida por el propio medio. Esto implica que la información sobre la velocidad de la luz procedente de una fuente en movimiento podría perderse si la luz pasa a través de suficiente material transparente antes de ser medida. Todas las mediciones anteriores a la década de 1960 destinadas a verificar la constancia de la velocidad de la luz procedente de fuentes en movimiento (principalmente utilizando espejos en movimiento o fuentes extraterrestres) se realizaron solo después de que la luz había atravesado dicho material estacionario, siendo ese material el de una lente de vidrio, la atmósfera terrestre o incluso el vacío incompleto del espacio profundo. En 1961, Fox consideró que tal vez aún no hubiera ninguna evidencia concluyente del segundo postulado: "Ésta es una situación sorprendente en la que nos encontramos medio siglo después del inicio de la relatividad especial". Independientemente, siguió confiando plenamente en la relatividad especial, y señaló que esto creaba solo una "pequeña brecha" en el registro experimental.
Fox sugirió que eran posibles mejores experimentos para cerrar esa "pequeña brecha". Dado que los fotones con energías más altas viajarán, en promedio, mucho más lejos en cualquier material antes de extinguirse y volver a emitirse, los experimentos que utilicen rayos gamma o rayos X en lugar de luz visible de menor energía, serían drásticamente menos sensibles al problema de extinción. En 1963, junto con T. A. Filippas (también del Carnegie Tech), examinó rayos gamma de 68 MeV emitidos hacia adelante y hacia atrás por piones neutros moviéndose a 0,2c, es decir, dos décimas de la velocidad de la luz. Las velocidades clásicas de esos fotones deberían haber sido 1,2c y 0,8c, respectivamente, pero no fue así. El experimento, quizás el primero en considerarse libre de efectos de extinción, fue exitoso: "Concluimos que nuestros resultados proporcionan evidencia sólida de que la velocidad de la radiación de una fuente en movimiento no es la clásica suma vectorial de c y la velocidad de la fuente. Dentro de nuestra precisión, la suma resultante es c como lo exige la relatividad especial.

## Reexamen de la teoría de las emisiones de Ritz
La teoría de emisión de Walther Ritz se consideró desde el principio como una alternativa a la relatividad especial de Einstein. Una diferencia clave entre las dos es que, según la teoría de emisión, se espera que la velocidad de la luz varíe junto con la velocidad de su fuente. La teoría de la emisión había sido desacreditada durante la década de 1960, pero Fox se dio cuenta de que los efectos de la extinción en la medición de la velocidad de la luz anulaban gran parte de la evidencia aceptada en su contra. Así que en 1964, aunque todavía creía firmemente en la relatividad especial, decidió que era necesario reexaminar críticamente toda la evidencia en contra de la teoría de Ritz. Al hacerlo, demostró que la mayoría de los rechazos anteriores de las ideas de Ritz basados en argumentos teóricos eran inválidos, incluidos todos los enumerados por Wolfgang Pauli en su monografía de 1921 sobre la relatividad. Además, la mayoría de los resultados experimentales anteriores que desfavorecen la teoría de la emisión también podrían descartarse, una vez que se consideraran los efectos de la extinción, ya que la luz (u otra radiación) cuya velocidad se midió fue en realidad reemitida en algún lugar distinto de la fuente en movimiento original. Pero Fox determinó que su propio trabajo con Filippas, así como el trabajo muy actual realizado en el laboratorio del CERN utilizando rayos gamma de 6 GeV de piones neutros que se mueven muy cerca de c, apoyaban, de manera concluyente, la relatividad especial. Su resumen: "Nuestra conclusión general es que todavía hay buenos argumentos contra la teoría de la emisión, pero que la evidencia es diferente y menor de lo que se había pensado."

## Otras actividades profesionales
A finales de los años 1940 y 1950, Fox formó parte del equipo de la Universidad Carnegie Mellon que creó el entonces moderno sincrociclotrón de 450 MeV en el Centro de Investigaciones Nucleares de Saxonburg. El experimento con Filippas, mencionado anteriormente, se realizó en esta instalación. Lideró el departamento de física de Carnegie Tech de 1955 a 1961, y en 1962-1963 pasó un año sabático en Francia, en el Laboratorio de Física Nuclear Joliot-Curie de Orsay (con ocasión del nuevo sincrociclotrón allí instalado). En 1967/68 y 1971/72, pasó un total de tres años viviendo y trabajando en la India en el recién formado Instituto Indio de Tecnología, en Kanpur, primero como miembro visitante de la facultad y luego como jefe administrativo del Programa Indoamericano de Kanpur. También fue consultor del Departamento de Medicina Nuclear del Hospital General St. Francis, en Pittsburgh.

## Lectura adicional
En 2004, Alberto Martínez examinó el rechazo de la teoría de las emisiones de Ritz a favor de la relatividad especial desde una perspectiva histórica. Ese trabajo analiza con cierta extensión los hallazgos de Fox.